# ناحیه بوتمن، میشیگان
ناحیه بوتمن (به انگلیسی: Butman Township) یک منطقهٔ مسکونی در ایالات متحده آمریکا است که در شهرستان گلدوین، میشیگان واقع شده‌است.
 ناحیه بوتمن ۹۲٫۴ کیلومتر مربع مساحت و ۱٬۹۴۷ نفر جمعیت دارد و ۲۵۶ متر بالاتر از سطح دریا واقع شده‌است.